# Diablo (serie)
Diablo este o serie de jocuri video de rol de acțiune de tip dungeon crawler, dezvoltată de Blizzard North și continuată de Blizzard Entertainment după închiderea studioului North în 2005. Seria este compusă din trei jocuri principale: Diablo, Diablo II și Diablo III. Printre expansiuni se numără Diablo: Hellfire, publicat de terți, care urmează primul joc, Lord of Destruction, publicat de Blizzard și lansat după cel de-al doilea joc, și Reaper of Souls, care urmează celui de-al treilea joc. Conținut suplimentar este oferit prin elemente de poveste explorate în alte forme media. Diablo IV a fost anunțat la BlizzCon⁠(d) 2019.
Seria are loc în lumea de fantezie întunecată Sanctuarul (Sanctuary), iar personajele sale principale sunt oameni, îngeri și diferite clase de demoni și monștri. Primele trei jocuri din serie au loc în zone geografice similare, cu mai multe zone comune, inclusiv orașul Tristram și regiunea din jurul Muntelui Arreat. Alte setări notabile includ High Heavens (Cerurile Înalte) și Burning Hells (Iadurile Arzătoare), două tărâmuri separate care au legături cu Sanctuarul. Seria se concentrează în primul rând pe conflictul în desfășurare dintre oamenii care trăiesc în Sanctuar și hoardele de demoni care sunt conduse de Diablo, antagonistul principal al seriei. Oamenii sunt ocazional ajutați de îngeri, în special de Arhanghelul Tyrael.
Popularitatea și succesul seriei de jocuri video au dus la publicarea mai multor cărți relevante pentru cadrul Diablo, acoperind o gamă largă de linii temporale ale universului. Au apărut, de asemenea, benzi desenate care explorează diverse povești din lumea Sanctuary.
La data de 30 mai 2012 , seria s-a vândut în peste 24,8 milioane de exemplare în întreaga lume.

## Premisă
Universul din Diablo este împărțit în trei tărâmuri: High Heavens (Cerurile Înalte), Burning Hells (Iadurile Arzătoare) și lumea umană, Sanctuarul. Încă de la crearea lor, îngerii Cerurilor Înalte și demonii Iadurilor Arzătoare au fost în război unii cu alții. Sanctuarul a fost creat de îngerii rebeli și demonii obosiți de război, primii lor copii fiind porecliți Nephalem (Nefilim). Descendenții acestora au format umanitatea și au ajuns în centrul atenției atât pentru îngeri, cât și pentru demoni. Toți doresc să-i influențeze pentru propriile lor scopuri datorită dublei lor moștenirii, atât angelică cât și demonică.
Personajul principal al seriei și antagonistul principal este Diablo, Lord al Terorii. Potrivit poveștii și știrilor furnizate de Blizzard Entertainment, Diablo este unul dintre cei șapte Mari Malefici care conduc Iadurile Arzătoare. Diablo ajunge în cele din urmă Primul Rău după ce a absorbit pe ceilalți șase Mari Malefici, inclusiv cei doi frați ai săi: Baal, Lord al Distrugerii și Mephisto, Lord al Urii. Două personaje cheie care se opun lui Diablo în serie sunt Deckard Cain, un savant în vârstă și ultimul descendent al magului original, Horadrim, care servește ca principalul narator în primele trei jocuri Diablo și Tyrael, un membru al Consiliului Angiris care conduce Înaltele Ceruri și care simpatizează cu umanitatea.
Datorită sfârșitului Diablo 2 și a evenimentelor din Diablo 3, unii oameni încep să-și trezească moștenirea Nephalem. Această trezire le permite să înfrunte ultimii Malefici și, în cele din urmă, pe Diablo însuși, după ce manipulează evenimentele pentru a deveni Primul Rău. Deși inițial a fost închis, Diablo scapă și Nephalem sunt percepuți ca o amenințare din cauza doborârii atât a îngerilor, cât și a demonilor.

## Jocuri
| 2000 | Diablo II                           |
| 2001 | Diablo II: Lord of Destruction      |
| 2002 |                                     |
| 2003 |                                     |
| 2004 |                                     |
| 2005 |                                     |
| 2006 |                                     |
| 2007 |                                     |
| 2008 |                                     |
| 2009 |                                     |
| 2010 |                                     |
| 2011 |                                     |
| 2012 | Diablo III                          |
| 2013 |                                     |
| 2014 | Diablo III: Reaper of Souls         |
| 2015 |                                     |
| 2016 |                                     |
| 2017 | Diablo III: Rise of the Necromancer |
| 2018 |                                     |
| 2019 |                                     |
| 2020 |                                     |
| 2021 | Diablo II: Resurrected              |
| 2022 | Diablo Immortal                     |
| 2023 | Diablo IV                           |

### Diablo
Cadrul din Diablo este orașul Tristram, capitala de facto a Regatului Khanduras din lumea Sanctuarului. Lupta reală are loc sub oraș, într-un labirint de temnițe, catacombe și peșteri care duc în adâncurile Iadului.
Intriga din Diablo se concentrează în jurul unui personaj jucător care întreprinde o serie de căutări pentru a-l elibera pe Tristram de răul generat de Iad, coborând prin douăsprezece niveluri de temnițe în Iad însuși (ultimele patru niveluri), unde jucătorul se luptă cu personajul titular, Diablo, Lord al Terorii — unul dintre cei șapte „Malefici”, lorzi demoni care au condus cândva Iadul.
Diablo oferă trei clase de personaje, iar expansiunea Hellfire vine cu încă trei. Jucătorii pot juca ca Războinici, Rogue (pungași arcași) sau Vrăjitori. Fiecare clasă are propriul loc în istoria jocului și toate cele trei clase apar și ca personaje non-jucătoare în continuare. Toate cele trei clase au aceleași abilități generale și acces la aceleași vrăji. Fiecare dintre ele are o abilitate specifică clasei (Repararea obiectelor, Dezarmarea capcanelor și, respectiv, Reîncărcarea personalului). Fiecare are tot atâtea dezavantaje cât și beneficii, cu excepția Dezarmării capcanei.

#### Hellfire
Diablo: Hellfire (Diablo: Focul iadului) oferă o clasă suplimentară de personaje: Călugărul, pe lângă două clase de personaje ascunse: Barbarul și Bardul. Călugărul luptă cel mai bine cu mâinile goale și câștigă bonusuri dacă poartă armură ușoară sau este fără armură. Barbarul poate mânui topoare de două mâini doar cu o singură mână, dar nu poate să facă vrăji în cea mai mare parte a jocului. Bardul este un personaj cu statistici relativ echilibrate, care poate mânui simultan două arme cu o singură mână. Barbarul și Bardul pot fi jucate doar folosind o modificare a fișierului, deoarece au rămas neterminate. Fiind personaje neterminate rămase în codul jocului ca ouă de Paști, ele folosesc arta Războinicilor și, respectiv, a Pungașilor (Rogue), și nu au nicio istorie. Misiuni suplimentare și capabilități multiplayer (deși nu prin Battle.net) se deblochează prin această simplă modificare.
Hellfire a adăugat două noi medii de temniță la cele patru din Diablo original: Cuibul și Cripta (Nest & Crypt),. Fiecare dintre aceste medii conține diverși monștri noi de luptat, dar nu conțin misiuni aleatorii sau monștri de final, iar nivelurile generate nu conțin altare sau biblioteci. Inamicul final din Hellfire, Na-Krul, se găsește la ultimul nivel al Criptei Sacre (Sacred Crypt).
Dezvoltarea jocului a fost începută de Blizzard, dar mai târziu Sierra a fost cea care a finalizat-o. În ciuda obiecțiilor Blizzard Entertainment, expansiunea Hellfire a fost produsă și a primit acordul celor de la Davidson & Associates, compania lor-mamă la acea vreme. Blizzard North, care dezvolta continuarea Diablo II, a impus numeroase restricții asupra dezvoltării Hellfire de către Synergistic Software.

### Diablo II
La sfârșitul primului joc, un războinic a încercat să rețină sufletul lui Diablo în sine. Războinicul nu a putut să facă acest lucru și, la începutul lui Diablo II, Lordul Terorii preluase controlul asupra trupului războinicului și începuse procesul de eliberare a celor doi frați ai săi, Mephisto și Baal. Jucătorii pot alege dintre cinci personaje distincte (șapte în expansiune) pe care să le controleze în căutarea lor și să exploreze lumea Sanctuar de-a lungul a patru acte. La sfârșitul fiecărui act, jucătorii se confruntă cu diavoli diferiți, și cu Diablo la sfârșitul jocului.
Clasele de personaj în special au fost primite mult mai bine decât cele ale jocului precedent. Spre deosebire de predecesorul său, Diablo II oferă o explicație pentru fiecare clasă de caractere pentru a-l urmări pe Diablo:
- Oracolele amazoanelor au prezis că bătălia finală, când omenirea va fi în sfârșit liberă de manipularea angelică și demonică, era aproape.
- Barbarii se așteaptă și ei la o „bătălie finală”, în care ar fi jucători cheie în a decide soarta lumii.
- Necromanții consideră că relele au ajuns prea puternice și astfel se aliază cu forțele Luminii pentru a restabili echilibrul lumii.
- Paladinii, răvășiți de vinovăție pentru acțiunile lor în timpul Inchiziției, caută dreptate împotriva lui Mefisto, adevărata cauză a cruciadei sângeroase.
- Vrăjitoarele se alătură luptei cu vrăjile lor puternice pentru a opri corupția magiei de către Marii Malefici.

Personajele din jocul anterior sunt prezente și în Diablo II. Rogue (ca NPC) sunt gazdele jucătorului în timpul Actului I, iar Vrăjitorii sunt văzuți în mod regulat în Actele II și III. Spre deosebire de original, fiecare personaj are trei seturi distincte de aptitudini/vrăji pe care le poate folosi în joc. Câteva dintre personaje pot evoca, de asemenea, minioni magici, cum ar fi o Valkyrie (Amazon) sau Scheleți și Golemi (Necromancer). Toți jucătorii au, de asemenea, opțiunea de a angaja un Rogue (Actul I), un Războinic (Act II) sau un Lup de Fier (un tip de Vrăjitor pentru lupta  corp la corp, Actul III) pentru a-i însoți și a ajuta la uciderea monștrilor. Acești „angajați” au câteva dintre propriile lor abilități și pot reprezenta un mare beneficiu pentru jucător.

#### Lord of Destruction
Blizzard a lansat Diablo II: Lord of Destruction la 29 iunie 2001 în Europa. În expansiune, stabilită după evenimentele din Diablo II, jucătorii caută să-l distrugă pe fratele lui Diablo, Baal. Expansiunea include un act nou, articole noi și două clase de personaje noi:
- Druizii sunt descendenți ai barbarilor și au ieșit din ascunzătoare pentru a se pregăti pentru bătălia finală dintre omenire și cei Răi.
- Asasinii au supravegheat clanurile de magi de secole. Acum, la vestea că Lordul Terorii și cel al Distrugerii (Diablo și Baal) sunt liberi din nou, Asasinii își dezlănțuie furia asupra Iadului însuși.

Barbarii pot fi angajați și în noul act. Unitățile invocate de personajelor din expansiune sunt numite „slujitori”. Aceștia pot fi reînviați în Lord of Destruction și pot fi echipați cu armură și arme.

#### Diablo II: Resurrected
Diablo II: Resurrected, o versiune îmbunătățită a lui Diablo II care include și expansiunea Lord of Destruction, a fost lansat în 2021 pentru Windows, PlayStation 4, PlayStation 5, Xbox One, Xbox Series X și Series S și Nintendo Switch și va suporta transferul progresului în joc între diferite platforme. Include grafică actualizată și redarea scenelor jocului și nu schimbă niciunul dintre sistemele sale de articole sau echilibrul jocului. 

### Diablo III
Diablo III a fost anunțat la Blizzard Worldwide Invitational la 28 iunie 2008. Diablo III are loc la 20 de ani după evenimentele din Diablo II.
Cinci clase de personaje sunt prezente în Diablo III:
Singura clasă care se întoarce direct este Barbarul. Barbarii au la dispoziție o varietate de abilități reînnoite, bazate pe utilizarea incredibilei lor priceperi fizice. Barbarul este capabil să se învârtească printre mulțimi, să-și croiască drum prin roiuri, să sară peste stânci și să zdrobească adversarii la aterizare.
Witch Doctor (Vraciul) este un personaj nou care amintește de Necromantul din Diablo II, dar cu abilități asociate mai tradițional cu cultura voodoo. Acesta are capacitatea de a invoca monștri, de a arunca blesteme, de a recolta suflete și de a arunca otrăvuri și explozibili asupra inamicilor.
Vrăjitorul (Wizard) este o versiune a Vrăjitoarei (Sorceress) din Diablo II sau a Vrăjitorului (Sorcerer) din Diablo, deși este mult mai mult decât un simplu elementalist. Abilitățile vrăjitorului variază de la tragerea cu fulgere, foc și gheață în inamicii lor până la încetinirea timpului și teleportarea în jurul inamicilor și prin ziduri.
Călugărul este un atacator corp la corp, care folosește artele marțiale pentru a schilodi inamicii, pentru a rezista la daune, pentru a devia proiectilele, pentru a ataca cu o viteză orbitoare și pentru a a arunca la pământ lovituri ucigașe explozive.
Vânătorul de demoni (Demon Hunter) este o clasă de pungași (Rogue) care luptă de la distanță. A fost ultima clasă care a fost introdusă și este specializată în atacuri la distanță, punerea de capcane pentru inamici și abilități de evaziune.
Sistemul de luptă a fost refăcut și el. În loc de sistemul anterior de selecție a abilităților folosit în Diablo II, există o bară de acțiune în partea de jos a ecranului. Această schimbare înlocuiește zona în care era odinioară centura cu poțiuni din Diablo II. Pentru prima dată în serie, jucătorii pot alege sexul personajelor lor la creare. Genul personajelor afectează doar imaginile și vocile. Data lansării lui Diablo III a fost anunțată la 15 martie 2012, iar jocul a fost lansat în întreaga lume la 15 mai 2012.

#### Reaper of Souls
Diablo III: Reaper of Souls este un pachet de expansiune pentru Diablo III. A fost anunțat la Gamescom 2013. A fost dezvoltat pentru versiunile pentru PC și Mac ale Diablo III și lansat la 25 martie 2014, pentru aceste platforme. Reaper of Souls a fost portat pe consolele PlayStation 3, PlayStation 4, Xbox 360 și Xbox One. Expansiunea Diablo III include o nouă clasă de personaje, Cruciatul (Crusader), similar ca stil cu Paladinul din Diablo II.

#### Rise of the Necromancer
Diablo III: Rise of the Necromancer este o a doua expansiune pentru Diablo III. A fost anunțat la BlizzCon 2016. A fost lansat pentru versiunile pentru PC, Mac și console ale Diablo III pe 27 iunie 2017. Introduce clasa Necromant (Necromancer), care preferă să lovească de la distanță, declanșând distrugeri din depărtare. Strigoii scheletici aflati sub comanda lor copleșesc inamicii înainte ca aceștia să aibă șansa de a lovi, iar blestemele oribile pe care le folosesc schilodesc chiar si pe cei mai rezistenți dintre demoni. Necromanții își pot folosi mulțimile de strigoi pentru a crea diversiuni sau pur și simplu pentru a deschide o cale pentru ca stăpânul lor să scape în siguranță.

### Diablo Immortal
Diablo Immortal este a patra tranșă din franciza Diablo, lansată ca MMO ARPG pentru iOS și Android de Blizzard Entertainment și NetEase⁠(d). A fost anunțat la BlizzCon 2018 și lansat la 2 iunie 2022. Are loc între evenimentele din Diablo II: Lord of Destruction și Diablo III. Diablo Immortal a avut o primire negativă din partea fanilor când a fost anunțat ca un joc mobil și la lansarea sa pentru utilizarea micro-tranzacțiilor.

### Diablo IV
Un al patrulea titlu al seriei, Diablo IV, a fost anunțat la BlizzCon, la 1 noiembrie 2019. La 12 iunie 2022, a fost anunțată o lansare în 2023.
Amplasat, de asemenea, în lumea Sanctuarului, are loc în urma evenimentelor Diablo III: Reaper of Souls. Cultiștii au invocat antagonistul principal și fiica lui Mefisto, Lilith. După evenimentele din jocurile anterioare, forțele demonilor și ale îngerilor au fost epuizate, permițând acesteia o oportunitate de a-și stabili puterea în Sanctuar.
Înainte de evenimentele din joc, Lilith și îngerul Inarius au creat tărâmul Sanctuar pentru a oferi refugiu celor care doreau să scape de conflictul etern dintre Cerurile Înalte și Iadurile Arzătoare. Această relație demon-înger a dus la nașterea Nephalemilor, o rasă din face parte protagonistul; nici Înger, nici Demon, dar mai puternic decât amândoi. Cei din Sanctuar credeau că această putere va atrage atenția asupra adăpostului lor și, prin urmare, locuitorii au vorbit despre distrugerea lor. Lilith, nedorind ca fiii săi să fie uciși, i-a distrus pe toți cei care i se opuneau, făcându-l pe Inarius să o alunge în abis.

### Proiecte anulate

#### Diablo Junior
Diablo Junior a fost titlul de lucru pentru un prequel anulat pentru un singur jucător al jocului original. Dezvoltarea a început după lansarea Diablo II și urma să fie lansat pe Game Boy Color și/sau Game Boy Advance. Era planificat să fie lansat pe trei cartușe ROM diferite în stilul jocurilor Pokémon, fiecare având o clasă diferită față de jocul Diablo original (războinic, pungaș sau vrăjitor). Proiectul a fost în cele din urmă abandonat din cauza costurilor mari de producție.

#### Proiect Hades
După lansarea Reaper of Souls, o echipă de dezvoltare condusă de Josh Mosqueira a început să lucreze la un joc care să fie similar cu Dark Souls, cu numele de cod Hades. Proiectul a fost dezvoltat din 2014 până în 2016 și a prezentat o creștere a dificultății și o perspectivă peste umăr, la persoana a treia, mai degrabă decât stilul izometric al titlurilor anterioare Diablo. Anularea proiectului Hades a coincis cu plecarea lui Mosqueira de la Blizzard.

## Dezvoltare

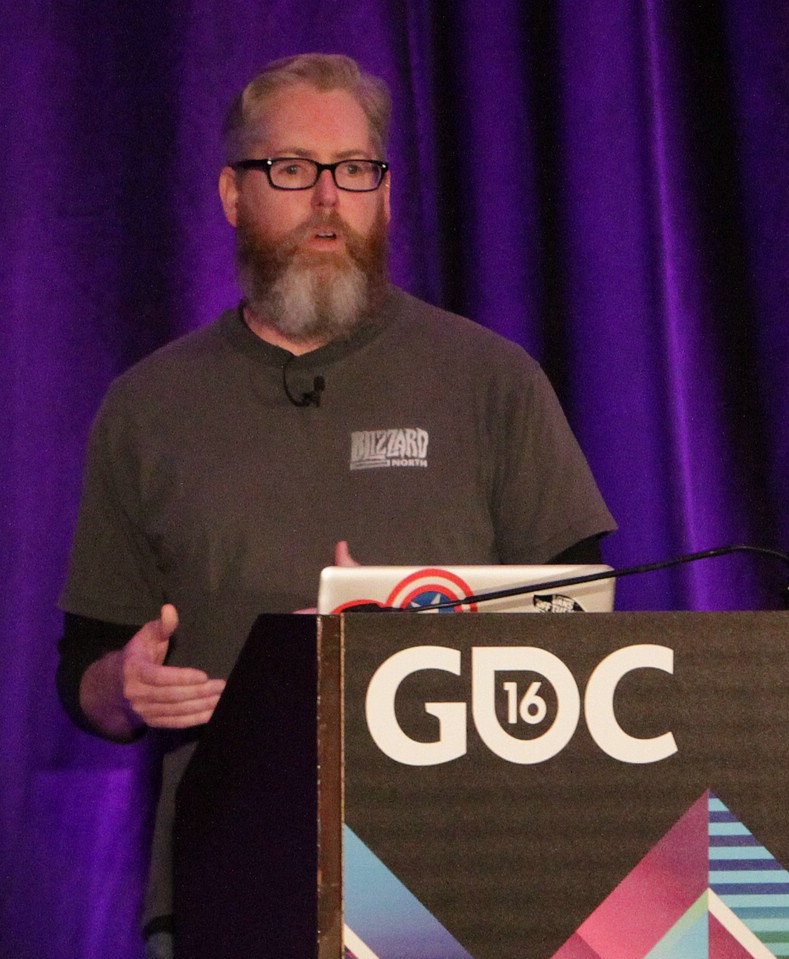
Brevik la 2016

Ideea primului Diablo i-a venit lui David Brevik⁠(d) în timp ce se afla la Condor Games în jurul anului 1994. Brevik a fost puternic inspirat de genul roguelike cu luptă pe ture, dar cu elemente de joc de rol simplificate și un sistem de pradă mai extins. Numele Diablo a fost inspirat de Mount Diablo⁠(d) din Contra Costa⁠(d), California, unde a locuit Brevik când a conceput ideea jocului. Condor lucra alături de Blizzard Entertainment la acea vreme la un titlu separat. Blizzard s-a oferit să ajute la dezvoltarea ideii lui Brevik, deoarece a împărtășit concepte cu recentul lor Warcraft: Orcs & Humans, dar a îndemnat ferm să convertească jocul de la luptă pe ture la luptă în timp real, de asemenea a îndemnat mai târziu să includă multiplayer în noul lor serviciu Battle.net. 
Pe parcursul dezvoltării, Blizzard a achiziționat Condor Games, care se afla în San Mateo, California. Condor  a devenit astfel Blizzard North, în timp ce birourile principale Blizzard din Irvine, California au devenit Blizzard South. Diablo a fost lansat în ianuarie 1997.
Diablo a fost foarte bine vândut în 1997, cu peste un milion de exemplare vândute în acel an, ceea ce a determinat Blizzard să anunțe o continuare, Diablo II. Continuarea, deși a păstrat o mare parte din același joc ca și titlul original, a folosit foarte puțin din codul original și nu a avut o abordare formală de design. Lansat în iunie 2000, Diablo II a vândut peste 2 milioane de exemplare într-o lună și jumătate de la lansare și a ajuns la patru milioane un an mai târziu. 
Lucrul la Diablo III au început în 2001 la Blizzard North, dar în jurul anului 2003, mai multe figuri cheie de la Blizzard North, printre care Brevik și fondatorii studioului, Max și Erich Schaefer, au părăsit compania din cauza unei dispute cu Vivendi Games, părintele Blizzard Entertainment. În timp ce restul personalului Blizzard North a continuat să lucreze la versiunea lor de Diablo III, Blizzard a închis studioul în august 2005 și a abandonat cea mai mare parte a lucrării la titlul Diablo III existent și și-a reluat dezvoltarea în cadrul propriilor echipe. Chiar și după repornirea dezvoltării, Diablo III a avut o dezvoltare prelungită, dar în cele din urmă a fost lansat în mai 2012. Lansarea sa inițială a fost întâmpinată cu unele critici pentru modificările față de formula anterioară Diablo, precum și pentru necesitatea ca jucătorii să fie conectați la Internet pentru a juca, dar, în urma patch-urilor și actualizărilor în curs, s-a spus că Blizzard a îmbunătățit jocul de la această versiune inițială.

### Gameplay
Hărțile pentru lumea din joc sunt generate aleatoriu în fiecare joc Diablo, ceea ce crește rejucabilitatea. Datorită hărților generate procedural și naturii hack and slash, Diablo împărtășește unele mecanisme similare cu cele din primele jocuri roguelike, deși cu un joc, grafică și sunet în timp real. De fapt, a fost inițial conceput și prezentat lui Blizzard ca un roguelike grafic. Aventurierul care are sediul într-un oraș deasupra temniței și poate folosi pergamente de a ajunge înapoi în oraș ("scrolls of town portal") este o influență specifică din Moria⁠(d). Bucla de joc din jocurile Diablo se bazează pe o căutare constantă de arme și armuri mai bune, cunoscute sub numele de pradă. Articolele sunt generate aleatoriu și de obicei au multe atribute. Fiind o serie de jocuri video care s-a dezvoltat în jurul mecanismelor de joc punct și clic, mouse-ul este folosit în mod tradițional pentru deplasarea și utilizarea abilităților în versiunile pentru PC ale jocurilor video Diablo.

## Alte produse media

### Benzi desenate
Tales of Sanctuary de Phil Amara, Dave Land și Francisco Ruiz Velasco este o carte de benzi desenate lansată la 9 noiembrie 2001 de Dark Horse Comics. Are trei povești:
- Furia este despre Azgar, un druid în lupta sa împotriva slujitorilor lui Baal.
- Mâna lui Naz este despre Renit the Dark Stalker, un barbar care se aliază cu Necromantul Cairo pentru a găsi artefactul titular.
- Hatred's Bride este despre Hale, un Paladin care salvează o fată, Bay, de demoni și încearcă să o protejeze.

În noiembrie 2011, DC Comics a început să producă o miniserie cu cinci numere (Diablo III: Sword of Justice) de Aaron Williams, cu desene și coperți de Joseph LaCroix. 

### Mărfuri
Figurine de acțiune pentru clasa de personaje Barbar, monstrul Unraveller și personajul Diablo au fost vândute în magazinul online Blizzard și de diverși comercianți pentru a completa lansarea lui Diablo II.
O statuie de colecție de 18 inch din clasa Barbar din Diablo III a fost scoasă la vânzare de către Sideshow Collectibles⁠(d).

### Apariții încrucișate

#### Heroes of the Storm
În 2015, Blizzard a lansat Heroes of the Storm, un joc video crossover⁠(d) multiplayer online cu arena de luptă, în care jucătorii pot controla peste 15 personaje din universul Diablo ca eroi jucabili. Toate clasele de personaje din Diablo III, clasele populare din Diablo II,  precum și personaje notabile din franciză, inclusiv Deckard Cain, Diablo, Malthael, Mephisto și Tyrael sunt reprezentate în joc. Heroes of the Storm are două câmpuri de luptă cu tematică Diablo, Battlefield of Eternity și Infernal Shrines. Diverse coloane sonore din franciza Diablo, cum ar fi Jungle (Act III) și Ancients din Diablo II și Reaper of Souls din Diablo III, sunt prezente ca muzică de fundal în joc.

#### World of Warcraft
Personajele din serie au apărut ca referințe și în World of Warcraft, un joc de rol cu multiplayer online în masă creat și dezvoltat de Blizzard, plasat în universul Warcraft. 

## Recepție
| Joc                    | GameRankings    | Metacritic                                                              |
| ---------------------- | --------------- | ----------------------------------------------------------------------- |
| Diablo                 | PC: 89% PS: 80% | PC: 94                                                                  |
| Diablo II              | PC: 89%         | PC: 88                                                                  |
| Diablo III             | PC: 88%         | PC: 88/100 PS3: 86/100 X360: 87/100 PS4: 90/100 XONE: 86/100 NS: 88/100 |
| Diablo II: Resurrected | {{{gr4}}}       | NS: 78/100 PC: 80/100 PS5: 81/100 XSXS: 80/100                          |
| Diablo Immortal        | {{{gr5}}}       | iOS: 69/100 PC: 60/100                                                  |

Jocurile din seria Diablo de pe toate platformele de lansare au primit recenzii favorabile din partea criticilor. Atât Diablo, cât și Diablo II sunt considerate de mai mulți jurnaliști sau reviste importante de jocuri video ca fiind printre cele mai bune jocuri video din toate timpurile. Fiecare joc al seriei a fost un succes financiar. Diablo II a vândut 4 milioane de exemplare în anul în care a fost lansat. Diablo III a vândut 3,5 milioane de exemplare în prima zi și 6,3 milioane de exemplare în prima săptămână. Alte 1,2 milioane de exemplare au fost date abonaților de serviciul Annual Pass al Blizzard. Lansarea Diablo III a reprezentat cea mai rapidă vânzare a unui joc PC din toate timpurile.
Personajul principal al francizei a fost bine primit ca antagonist principal. Revista Time l-a numit pe Diablo al doilea cel mai influent personaj al jocurilor video din toate timpurile Diablo s-a clasat pe locul 44 pe o listă a primilor 50 de răufăcători ai jocurilor video prezentată de Guinness World Records în 2013. GamePro a clasat Diablo pe locul 14 pe lista celor mai diabolici răufăcători ai jocurilor video din toate timpurile, menționând că acesta „corupe sufletul eroului din Diablo I pentru a se reîncarna în Diablo II”. IGN  l-a clasat pe Diablo pe locul 74 în lista lor de „Top 100 răufăcători din jocurile video”  și a fost alegerea lor pentru al treilea cel mai bun personaj Blizzard dintr-o listă publicată în 2017. Cei de la Complex l-au clasat pe Diablo pe locul 7 în lista lor top 50 de răufăcători ai jocurilor video din toate timpurile, descriind personajul drept „epitomul Răului vine sub forma unui gigant roșu care seamănă cu imaginea clasică a lui Satan așa cum este portretizată în imagistica iudeo-creștină...” 

Alte personaje recurente din serie, precum Deckard Cain și Tyrael, au fost, de asemenea, primite pozitiv. În 2016, cei de la Glixel l-au clasat pe arhanghelul Tyrael al 39-lea cel mai iconic personaj al jocurilor video din secolul al XXI-lea.

## Probleme legale
În mai 2021, Blizzard Entertainment a inițiat proceduri judiciare împotriva Fox Media într-o dispută privind drepturile de marcă înregistrată pentru numele „Diablo”. Fox a încercat să înregistreze numele „Diablo” la Oficiul de brevete și mărci comerciale⁠(d) din SUA, într-un efort aparent de a comercializa mărfuri legate de un personaj cu același nume din sitcomul animat pentru adulți HouseBroken⁠(d), care a avut premiera la 31 mai 2021. Reprezentanții legali ai Blizzard au încercat să blocheze cererea Fox Media și au susținut că utilizarea de către Fox a termenului „Diablo” pentru personajul HouseBroken are „probabil rolul de a provoca confuzie sau să înșele”.